# لوكاس كارلسون
لوكاس كارلسون (بالسويدية: Lukas Karlsson) مواليد 21 مايو 1982 في السويد، هو لاعب كرة يد سويدي يلعب كوسط مدافع. مثل منتخب السويد لكرة اليد.

## سجل المنافسة
شارك في البطولات التالية:
- بطولة العالم لكرة اليد للرجال 2015
- بطولة أوروبا لكرة اليد للرجال 2014

## روابط خارجية
- لوكاس كارلسون على موقع الاتحاد الأوروبي لكرة اليد (الإنجليزية)